# Rati
Rati (sanskrit: रति) est la déesse hindoue de l'amour, du désir charnel, de la soif, de la passion et du plaisir sexuel,,,. Habituellement considérée comme la fille de Prajapati Daksha, Rati est l'équivalent féminin, épouse principale et assistante du Kâma, le dieu de l'amour, avec qui elle est souvent vénérée et représentée dans les légendes et sculptures dans les temples. Rati est souvent associée avec le désir et le plaisir sexuel, et plusieurs techniques et positions sexuelles lui doivent leur nom sanskrit.
Les textes hindous soulignent la beauté et la sensualité de Rati. Ils la dépeignent comme une jeune femme ayant le pouvoir d'enchanter le dieu de l'amour. Lorsque le dieu Shiva réduit son époux en cendre, ses supplications ou sa pénitence conduisent à la promesse de la résurrection de Kâma. Cette dernière a souvent lieu lorsque Kâma renaît en tant que Pradyumna (en), le fils de Krishna. Rati, sous le nom de Mayavati, joue un rôle clé dans l'éducation de Pradyumna, séparé de ses parents à la naissance. Elle joue aussi bien le rôle de sa nounou puis de son amante, et lui enseigne la voie pour retourner auprès de ses parents en tuant le roi-démon qui les retient, Sambara, destiné à mourir de ses mains. Plus tard, Kâma-Pradyumna accepte Rati-Mayavati comme son épouse.

## Mythe

### Naissance et mariage

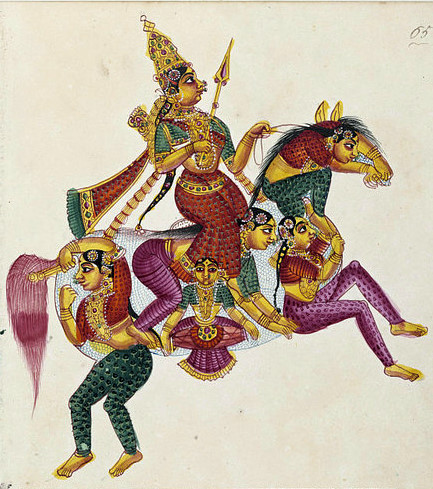
Rati sur un cheval composite (gouache sur papier filigrané, vers 1820-1825, conservé au Victoria and Albert Museum, Londres)

Le Kalika-Purâna raconte le conte suivant sur la naissance de Rati : après la création des dix Prajapatis, Brahmā, le dieu créateur, crée de son esprit Kâma (Kamadeva), le dieu de l'amour. Kâma a pour mission de diffuser l'amour dans le monde en tirant ses flèches-fleurs. Prajapati Daksha est quant à lui chargé d'offrir une épouse à Kâma. Kâma utilise d'abord ses flèches contre Brahmā et les Prajapatis, qui sont alors attirés de façon incestueuse par la fille de Brahmā, Sandhya (« crépuscule/aube »). Shiva, passant par là, les aperçoit et rit de Brahmā et des Prajapatis embarrassés, qui tremblent et transpirent. De la sueur de Daksha émerge une belle femme nommée Rati, que Daksha offre à Kâma comme épouse. Au même moment, Brahmā, perturbé, maudit Kâma à être réduit en cendres par Shiva dans le futur. Cependant, à la suite des supplications de Kâma, Brahmā lui assure qu'il renaîtra. Le Brahma Vaivarta Purana (en) raconte quant à lui que Sandhya se suicide après que Brahmā l'a convoitée. Le dieu Vishnou la ressuscite alors sous le nom de Rati et la marie à Kâma. Le Shiva Purana (en) mentionne qu'après son suicide, Sandhya renaît en tant que Rati de la sueur de Daksha. Dans d'autres textes, c'est le dieu Shiva qui est décrit comme étant le père de Rati.
Le Harivamsa, un appendice de l'épopée sanskrite Mahabharata, rapporte que Kâma et Rati ont deux enfants, Harsha (« joie »), et Yashas (« grâce »). Le Vishnu Purana quant à lui rapporte que Rati, en tant que Nandi, n'a qu'un fils, Harsha. L'épopée Mahabharata, tout comme le Ramayana, confèrent bien à Rati le statut de parèdre de Kâma.

### Mort et renaissance de Kâma

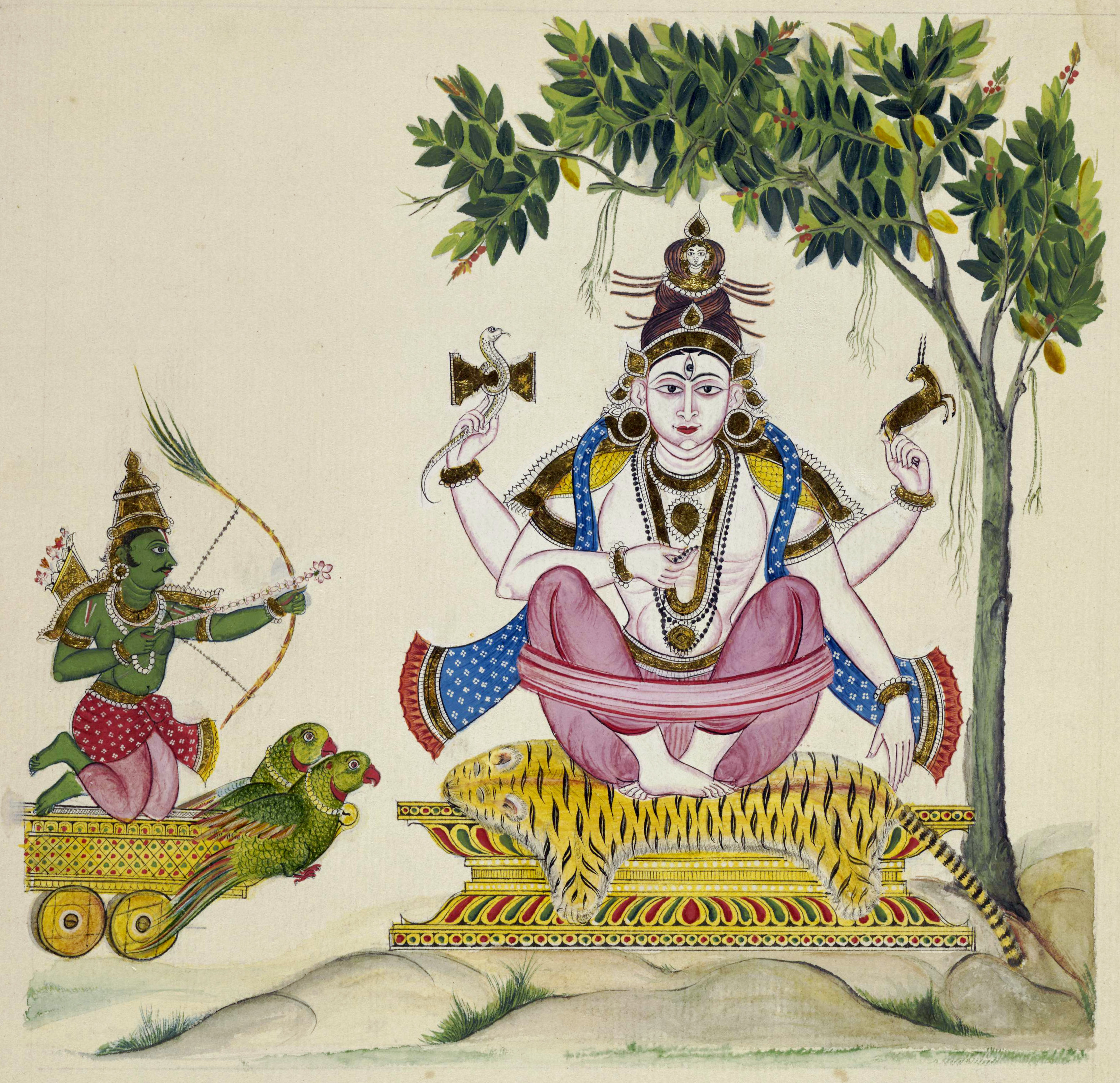
Kâma (à gauche) tire ses flèches de l'amour sur Shiva (à droite) (gouache sur papier, vers 1820, conservé au British Museum, Londres)

Le démon Tarakasura (en) sème le chaos dans l'univers, et seul le fils de Shiva peut le tueur, mais le dieu s'est tourné vers une voie ascétique depuis la mort de sa première épouse, Sati. Kâma est alors chargé par les dieux de faire tomber Shiva à nouveau amoureux. Kâma se rend sur le mont Kailash avec Rati et Madhu ou Vasanta (« printemps ») et lui décoche ses flèches d'amour (dans une autre version de la légende, Kâma entre dans l'esprit de Shiva) et lui insuffle le désir. Blessé par les flèches de Kâma, Shiva est attiré par Parvati, la réincarnation de Sati, mais, agité, il immole Kâma d'un regard de son troisième œil,,.
Le Bhagavata Purana poursuit l'histoire en racontant que Rati, pleine de chagrin, devient folle à la suite de la mort de Kâma et aussi bien le Matsya Purana (en) que le Padma Purana (en) précisent qu'elle se macule des cendres de son mari. Le Bhagavata Purana raconte que Rati entreprend une sévère repentance et supplie Parvati d'intercéder en faveur de son mari auprès de Shiva. Parvati lui assure que Kâma renaîtra en tant que Pradyumna (en), le fils de Krishna, l'avatar du dieu Vishnou sur terre, et qu'elle doit l'attendre dans la maison du démon (asura) Sambara. Dans d'autres versions de l'histoire, telles que celles présentées dans le Matsya Purana, le Padma Purana, le Shiva Purana (en), le Linga Purana (en) et le Kathasaritsagara, c'est Shiva qui bénit Rati de la résurrection de Kâma,. Dans d'autres variantes, Rati maudit les dieux qui ont envoyé Kâma dans sa mission condamnée à l'échec, et les dieux, soit en tant que groupe, soit Brahma seul, cherchent à soulager le chagrin de Rati auprès de Shiva ou la Grande Déesse, dont Parvati est une des nombreuses manifestations. Dans certaines légendes, comme celle présentée dans le Brahmanda Purana (en), la Déesse ressuscite Kâma immédiatement en entendant les intercessions des dieux et de Rati en pleurs. Le célèbre poète sanskrit Kâlidâsa dédie le chant IV du Kumarasambhava à la situation critique de Rati : Rati est témoin de la mort de son époux et se lamente, puis tente de s'immoler sur un bûcher funéraire. Une voix céleste l'arrête à temps, annonçant qu'après le mariage de Shiva, elle fera revivre son mari.
Le chapitre Kedara Khanda du Skanda Purana (en) présente une version bien différente : dans celle-ci, après l'immolation de Kâma, Parvati s'inquiète de ne pouvoir satisfaire Shiva en l'absence de Kâma. Parvati est consolée par Rati, qui assure qu'elle fera renaître Kâma, et débute une sévère cure austère à cette fin. Un jour, le sage divin Narada lui demande « à qui elle est » ; perturbée, Rati insulte Narada qui, malveillant, incite le démon Sambara à kidnapper Rati. Sambara l'emmène chez lui, mais ne peut la toucher, la déesse ayant décrété qu'il serait réduit en cendre s'il osait. Là, Rati devient la « responsable de la cuisine » et est connue sous le nom de Mayavati (« Maîtresse de l'illusion » - Maya).

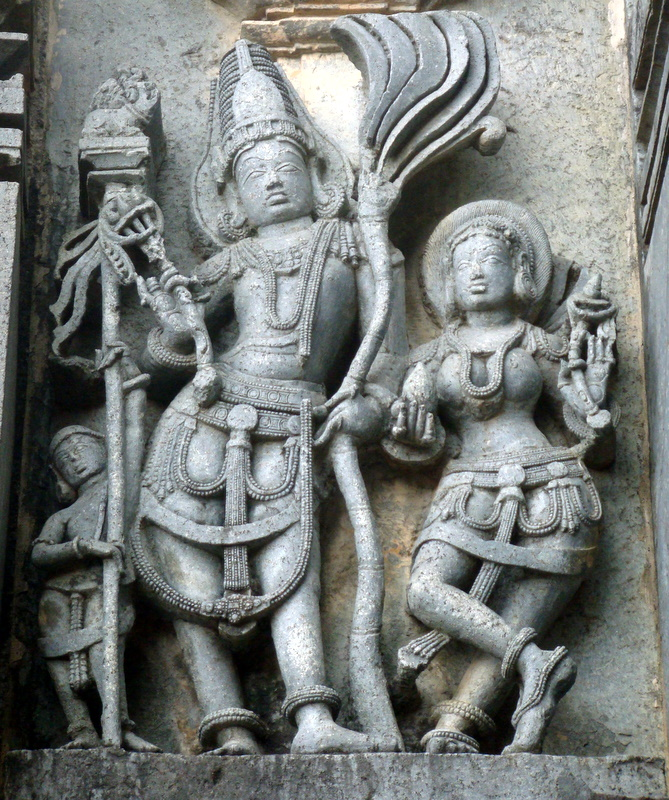
Kâma (gauche) avec Rati (à droite), bas-relief du à Belur dans le Karnataka.

Le Bhagavata Purana et le Kathasaritsagara continuent : sur le conseil de Shiva, Rati prend la forme de femme de ménage Mayavati et attend l'arrivée de son époux dans la maison de Sambara. On prédit à ce dernier que Kâma renaissant sera son destructeur ; il découvre que Kâma est rené en tant que Pradyumna, le fils de Krishna et sa femme Rukmini (en). Il dérobe l'enfant et le jette dans l'océan, où il est avalé par un poisson. Celui-ci est pris par un pêcheur et envoyé à la cuisine de Sambara. Lorsque le poisson est coupé, il est découvert par Mayavati qui décide de prendre soin de lui. Le sage divin Narada révèle alors à Mayavati qu'elle est Rati et l'enfant Kâma, et qu'elle doit l'élever. Alors que l'enfant grandit, l'amour maternel de Mayavati se change en amour passionné d'une épouse, mais Kâma n'apprécie pas ses avances, la considérant comme sa mère. Mayavati lui raconte alors le secret de leur précédente naissance, telle que narrée par Narada, et qu'il n'est pas son fils, mais celui de Krishna et Rukmini. Elle lui enseigne la magie et la guerre, et lui conseille de tuer Sambara. Pradyumna bat Sambara et le tue, puis retourne à Dvaraka, la capitale de Krishna, avec sa femme Mayavati, où ils sont les bienvenus.
Le Vishnu Purana et le Harivamsa présentent un récit similaire, bien que la réincarnation de Rati est nommée Mayadevi et décrite comme l'épouse de Sambara plutôt que sa servante. Les deux textes sacrés protègent sa chasteté en précisant que Rati a revêtu une forme illusoire pour enchanter Sambara. Le Brahma Vaivarta Purana (en) mentionne explicitement que Rati ne dort pas avec Sambara, mais lui donne la forme illusoire de Mayavati,,. Rati-Mayavati joue un rôle clé dans ces histoires où elle séduit, grâce son Maya (illusion) aussi bien Sambara que Kama-Pradyumna, son « fils » qu'elle convainc de devenir son amant. Tous les textes insistent sur sa pureté, preservée des autres hommes. Par ailleurs, le Harivamsa qualifie Aniruddha, le fils de Pradyumna, de « fils de Rati ».

## Étymologie

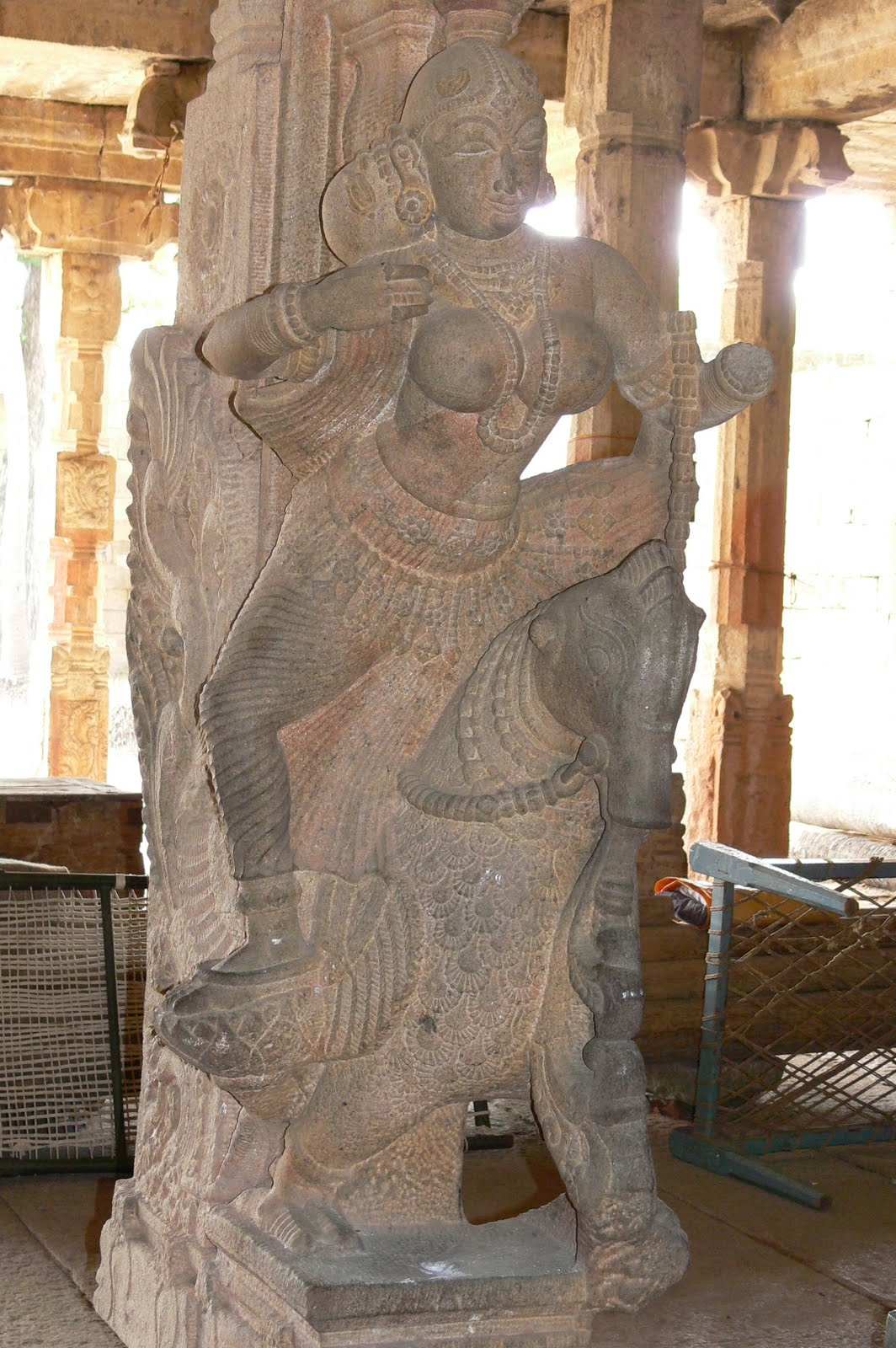
Sculpture en pierre de Rati sur le pilier d'un temple, à l'opposé d'un pilier représentant Kâma. Elle est assise sur un perroquet et tient un arc en canne a sucre.

Le nom de la déesse Rati vient de la racine sanskrite ram, signifiant « prendre du plaisir ». Bien que la racine du verbe désigne toute forme de plaisir, il porte généralement une connotation de plaisir physique ou sensuel. Étymologiquement, le mot rati réfère à tout ce dont on peut jouir, mais désigne presque exclusivement les plaisirs de l'amour et la passion sexuelle que Rati personnifie. Rati désigne aussi la « graine femelle ». Le mot rati a également donné d'autres mots sanskrit lié à l'amour tel que Kama-rati (« un homme stupéfié par le désir »), rati-karman ou rati-laksha (« relation sexuelle »), rati-bhoga (« plaisir sexuel »), rati-shakti (« pouvoir viril »), rati-jna (« doué dans l'art de l'amour ») et rati-yuddha (« bataille sexuelle »),,.
Le mot rati apparait également dans le titre de l'œuvre érotique Rati-Rahasya (en) (« secrets de Rati »), dont on dit qu'il contient les secrets sexuels de la déesse, ainsi que les noms sanskrits de plusieurs positions et techniques sexuelles, dont par exemple la position Rati-pasha (« le nez de Rati »), dans laquelle la femme joint ses jambes derrière le dos de son amant,.

## Attributs et iconographie
Rati personnifie le plaisir sexuel, le désir charnel et la sexualité, mais n'a pas de lien avec l'accouchement ou la maternité. L'universitaire Catherine Benton rapproche sa naissance de la sueur « issue du désir » des fluides corporels produits lors d'une relation sexuelle, qui sont considérés comme impurs dans l'hindouisme. Catherine Benton l'apparente donc également à une « pollution », mais son association avec Kâma, le propice dieu de l'amour, lui confère le statut d'une déesse propice. Rati et Kâma sont souvent représentés sur les murs des temples comme « sculpture de bienvenue », symboles de bonne fortune et de prospérité. Rati est non seulement la parèdre de Kâma, mais elle est aussi son assistante et compagne fidèle, qui suscite des sentiments sexuels. Kâma est habituellement représenté avec Rati à ses côtés. Elle est également incluse comme personnage secondaire dans toute narration impliquant Kâma, et est vénérée à ses côtés dans certains rites de festivals qui lui sont dédiés.
Le Shiva Purana (en) mentionne que Kâma lui-même est percé de ses flèches de l'amour lorsqu'il voit sa femme Rati. Une description détaillée de son corps, pleine de comparaisons, loue son teint clair, ses yeux, son visage, des seins « rebondis », ses cheveux, ses bras, ses jambes, ses cuisses et sa peau brillante. Les descriptions textuelles de Rati la présentent comme une enchanteresse, voluptueuse et séductrice. Rati, tout comme son époux Kâma, montent un perroquet en tant que vâhana (véhicule). Elle est par ailleurs souvent représentée avec une épée.

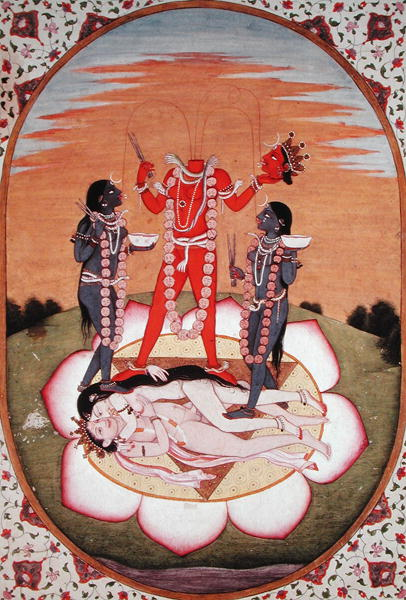
Chhinnamasta debout sur Kâma et Rati.

Dans le tantrisme, la déesse mahâvidyâ Chinnamastâ est représentée décapitant sa propre tête et se tenant sur le couple copulant de Kâma et Rati, avec cette dernière au dessus (position sexuelle viparita-rati), suggérant une domination de la femme sur l'homme. La position de Chinnamastâ au-dessus du couple Kâma-Rati est parfois interprétée comme un symbole de la maîtrise de soi face au désir sexuel, ou alors comme signe que la déesse personnifie l'énergie sexuelle. Les représentations de Chinnamastâ assise sur Kâma-Rati d'une façon non-suppressive sont associés avec cette deuxième interprétation. Le couple de dieux de l'amour symbolisent également le concept de maithuna, l'union sexuelle rituelle,.